# Valderrobres
Valderrobres (in catalano: Vall-de-roures) è un comune spagnolo di 2 285 abitanti situato nella comunità autonoma dell'Aragona.
Il comune è il capoluogo della comarca del Matarraña.

## Collegamenti esterni

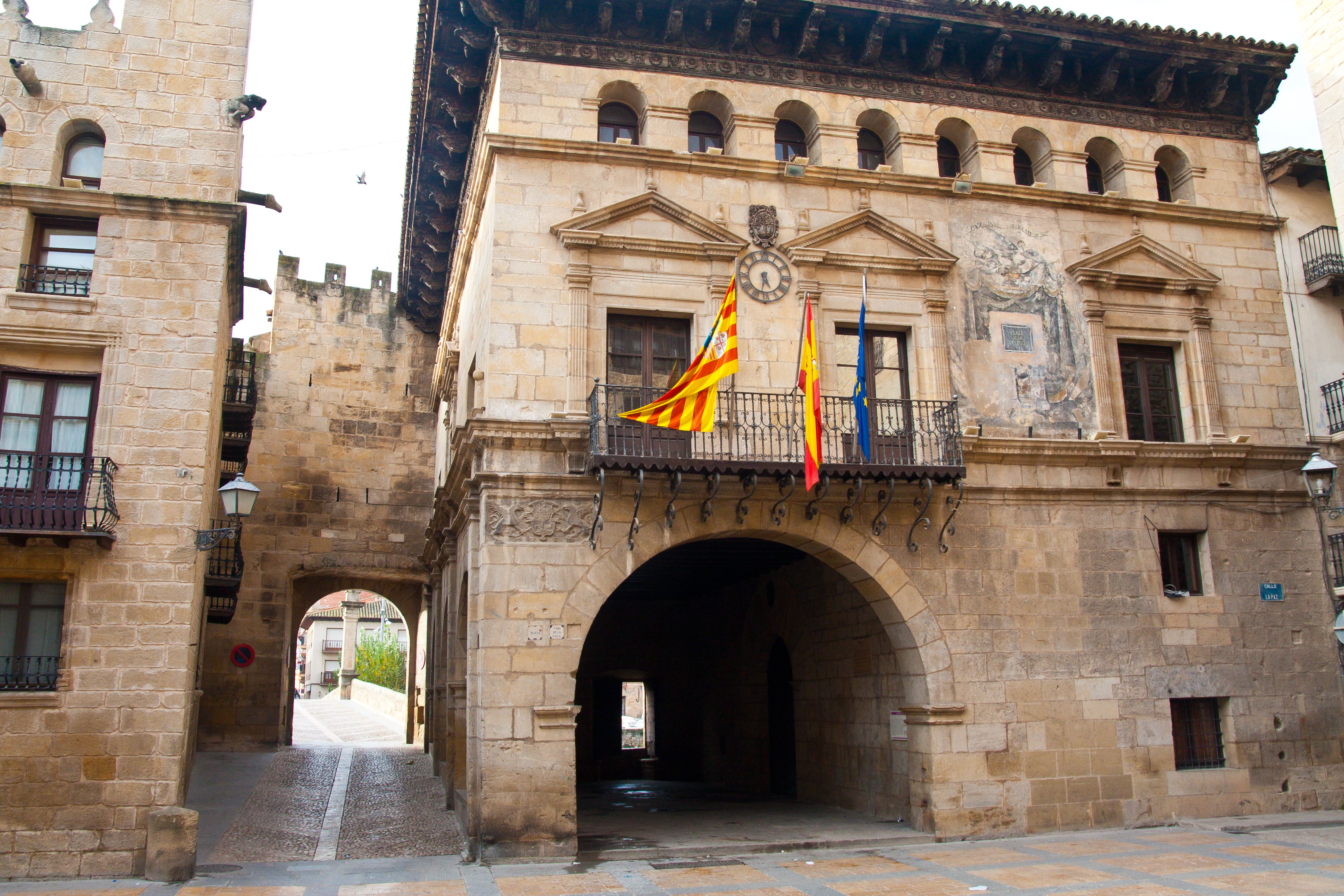
Il municipio